# Ouragan Ernesto (2006)
Pour les articles homonymes, voir Cyclone tropical Ernesto.
L’ouragan Ernesto est la 5e tempête tropicale et le premier ouragan de la saison cyclonique 2006 pour le bassin de l'océan Atlantique. Le nom Ernesto avait déjà été utilisé en 1982, 1988, 1994 et 2000.

## Évolution météorologique
Durant la troisième semaine d'août 2006, une onde tropicale particulièrement prononcée s'est organisée à l'est des Petites Antilles en perturbation tropicale. Le 24 août, vers 15h15 EDT, un vol de reconnaissance y détecta une circulation cyclonique fermée à la surface, formant une dépression tropicale.
Après avoir causé des dégâts négligeables dans le secteur des Petites Antilles, la dépression s'est déplacée vers l'ouest au-dessus de la mer des Caraïbes. Le 25 août, un vol de reconnaissance détecta des vents soutenus de force tempête tropicale à la surface. On la promut ainsi de son nom Ernesto.
Le 26 août, le cyclone s'intensifia notablement. Le 27 août, vers 5h00 EDT, il devint ouragan. Après avoir traversé l'extrême sud-ouest d'Haïti, il faiblit en tempête tropicale. Le 28 août, vers 12h00 UTC, il atterrit sur Cuba près de Guantánamo.
La tempête tropicale Ernesto progressait vers la Floride le 29 août après s'être affaiblie au-dessus de Cuba. Après avoir traversé Cuba, Ernesto se dirigeait le 29 vers le sud de la Floride (sud-est des États-Unis) où il est arrivé le 30 août. La tempête a perdu beaucoup de sa force alors qu'elle se trouvait dans les régions montagneuses à l'est de Cuba.
La tempête tropicale Ernesto, qui a faibli en atteignant les côtes de Floride, a été ramenée au rang de dépression tropicale par le Centre national des ouragans aux États-Unis. Ernesto, cinquième tempête tropicale de la saison dans l'Atlantique, a atteint mardi 29 août la Floride, où il a provoqué des pluies torrentielles mais ne s'est pas transformé en ouragan. Il a perdu son statut de tempête lorsque les vents ont faibli pour atteindre 56 km/h, passant en dessous du seuil minimum de 63 km/h qui définit une tempête tropicale.
Sur la côte est, la tempête tropicale Ernesto a repris des forces dans l'Atlantique avant de revenir toucher terre dans les Carolines tôt vendredi 1er septembre dans la matinée, avec des vents de plus de 100 km/h. La tempête a laissé quelque 200 mm de pluie à certains endroits.